# GRB 090423
GRB 090423 е гама експлозия (GRB), регистрирана на 23 април 2009 г. 07:55:19 UTC посредсвом космическия апарат Swift. При разстояние от 13,18 милиарда светлинни години и червено отместване 8,2, гама експлозията се оказва най-далечната наблюдавана дотогава, станала само 630 милиона години след Големия взрив (с изключение на галактиката GN-z11 отдалечена от Земята на 32 милиарда светлинни години и открита на 3 март 2016 г.). Гама експлозията идва от съзвездието Лъв, чиято продължителност е 10 секунди. Приема се, че е свързана с образуването на черна дупка. Гама експлозиите са едни от малкото събития, регистрирани при ранното формиране на Вселената и представляват уникално средство за изучаване на ранната Вселена.

## Откриване и наблюдение
На 13 април 2009 г. в 07:55:19 UTC космическият апарат Swift регистрира гама експлозия, траеща 10 секунди и идваща от съзвездие Лъв.
Гама експлозията GRB 090423 е бързо локализирана, и 77 секунди след събитието фотографската система Swift UVOT прави 150 секундна експозиция, но не успява да открие оптично или ултравиолетово последващо светене. Няколко минути след регистрацията наземните телескопи започват да наблюдават обекта. В рамките на 20 минути след гама експлозията Ниал Танвир и неговият екип откриват инфрачервен източник на позицията, установена от Swift, използвайки инфрачервения телескоп на Обединеното кралство (UKIRT) на Мауна Кеа, Хавай. Първоначалните наблюдения, направени от UKIRT, са задействани автономно чрез проекта eSTAR. Установено е червено отместване z ~ 8,2 с телескопите VLT. Екипът на C.C. Thöne и Paolo D'Avanzo наблюдават последващото светене на GRB 090423, използвайки италианския телескоп TNG 3.6 m, разположен на Канарските острови, Испания.
Европейската южна обсерватория със своите телескопи в Чили потвърдждава наблюденията. Телескопът GROND в обсерваторията Ла Сила също потвърждава предварителните измервания. Последният наблюдател, събрал данни по време на събитието, е комплекса от микровълнови телескопи CARMA на честота 92,5 GHz.

### История на наблюденията
| Времева зона (UTC)          | Подробности от последвалото наблюдение на GRB 090423 |
| --------------------------- | --- |
| 23 април 2009 г., 07:55 UTC | Космическият апарат Swift регистрира гама експлозията, GRB 090423 още не се вижда от Чили                                                                    |
| 23 април 2009 г., 07:58 UTC | Няколко групи в Съединените щати започват своите наблюдения върху GRB                                                                                        |
| 23 април 2009 г., 08:16 UTC | Първи наблюдения на групата на Танвир с UKIRT в Мауна Кеа, Хаваи                                                                                             |
| 23 април 2009 г., 15:00 UTC | Използвайки обсерваторията Джемини, екипът на Кучиара сигнализира за грешна фотометрия, твърдейки, че z=9                                                    |
| 23 април 2009 г., 20:30 UTC | Eкипът на Кучиара ревизира отчета си за z между 7 и 9 |
| 23 април 2009 г., 22:00 UTC | Италиански екип, воден от Thöne, използващ Telescopio Nazionale Galileo (TNG) започва наблюдението си                                                        |
| 23 април 2009 г., 23:00 UTC | GRB вече става видим в Чили, а оптичният/близко-инфрачервен детектор (GROND) в обсерваторията La Silla, Gamma-Ray Burst наблюдава в 7 диапазона едновременно |
| 24 април 2009 г., 01:30 UTC | Екипът на Tanvir, използващ телескопа Very Large (VLT), започва своите наблюдения                                                                            |
| 24 април 2009 г., 03:00 UTC | Екипът на Olivares в Чили отчита фотометрично червено отместване z = 8 (с грешки +0.5, -1.2)                                                                 |
| 24 април 2009 г., 03:15 UTC | Италианският екип, воден от Thöne, съобщава за спектроскопично червено отместване z = 7.6                                                                    |
| 24 април 2009 г., 07:30 UTC | Tanvir съобщава за спектроскопично червено отместване z = 8.2                                                                                                |
| 24 април 2009 г., 14:00 UTC | Италианският екип ревизира червеното отместване до z = 8.1                                                                                                   |
| 25 април 2009 г., 03:45 UTC | Екипът на Krimm, използващ BAT, публикува анализ за отместването с неубедителна горна и долна граница                                                        |
| 25 април 2009 г., 10:40 UTC | VLA не открива следи от гама експлозията |
| 25 април 2009 г., 18:30 UTC | Екипът на Olivares в GROND дава окончателни резултати за червеното отместване z = 8.0 (с грешки +0.4, −0.8)                                                  |
| 28 април 2009 г., 00:30 UTC | Наблюденията PdB, водени от Кастро-Тирадо на 23 – 24 април, успяват да открият послесветене при плътност на потока от 0,2 mJy и при 90 GHz                   |
| 28 април 2009 г., 02:00 UTC | CARMA не открива нищо (>0.7 mJy) при 92.5 GHz |

## Значение
При червено отместване z = 8.2, по време на наблюдението, гама експлозията е най-отдалеченият известен обект от всякакъв вид със спектроскопично червено изместване. GRB 090423 става най-старият известен обект във Вселената, освен звездата субгигант HD 140283, тъй като светлината от експлозията отнема приблизително 13 милиарда години, за да достигне Земята. Впоследствие е установено, че при друга гама експлозия – GRB 090429B – има червено отместване 9,4, надминаващо това на GRB 090423, но резултатът е много по-малко сигурен. Гама експлозията е станала, когато Вселената е била приблизително една двадесета от сегашна епоха. Преди наблюденията, направени върху GR04 090423, предишният рекордьор за възраст и разстояние за GRB е GRB 080913, наблюдавана през септември 2008 г. С червено отместване от 6,7 GRB 080913 е приблизително 190 милиона светлинни години по-близо до Земята от 090423 GRB. Дерек Фокс, който ръководи наблюденията, направени от Държавния университет в Пенсилвания, предполага, че GRB е най-вероятно резултат от експлозията на масивна звезда и нейното превръщане в черна дупка. Събитието се е случило приблизително 630 милиона години след Големия взрив, потвърждавайки, че масовите звездни раждания наистина са се случвали в много ранна Вселена. Когато се случва гама експлозията, Вселената е по-млада с 3,3 милиарда години, но поради разширяването ѝ и движението на галактиките, първоначалната галактика вече е на разстояние 30 милиарда светлинни години.
Джошуа Блум от Калифорнийския университет, Бъркли, който успя да наблюдава местоположението на GRB с телескопа Gemini South в Чили, нарича откриването на GRB 090423 „събитие на водоразбора“, тъй като бележи „началото на проучването на Вселената, каквато е била преди по-голямата част от структурата, за която знаем днес.“ Ниал Танвир, който е част от екипа на VLT предполага, че гама експлозиите осигуряват уникален инструмент за изучаване на Вселената в ранни времена, защото всичко останало е твърде слабо за да се наблюдава. Например, първото поколение звезди все още не е пряко наблюдавано, но потомството на GRB 090423 може да принадлежи към този клас. Очаква се тези ранни звезди да допринесат за рейонизацията на Вселената, процес, който завършва с червено изместване от около 6. Тъй като започват работа по-мощни телескопи, като космическия телескоп Джеймс Уеб, който трябва да бъде пуснат през март 2021 г., астрономите се надяват да определят местата на галактиките, откъдето са излъчени GRB, като наблюдават взривове, подобни на тези на GRB 090423.